# 丘霊鞠
丘 霊鞠（きゅう れいきく、生没年不詳）は、南朝宋から斉にかけての文学者、官僚。本貫は呉興郡烏程県。

## 経歴
護軍長史の丘道真の子として生まれた。秘書監の丘系の孫にあたる。若くして学問を好み、文章を得意とした。元嘉年間、呉興郡に仕えて上計吏となった。揚州に召されて従事となり、領軍の沈演之に将来を嘱望された。秀才に挙げられて、揚州主簿となった。員外郎に累進した。大明年間、宋の孝武帝の殷貴妃が死去すると、霊鞠は輓歌詩三首を献上し、「雲橫広階暗、霜深高殿寒」と詠んで孝武帝の賞賛を受けた。新安王劉子鸞の下で北中郎参軍に任じられた、烏程県令として出向したが、志を得なかった。
泰始2年（466年）、明帝に対する反乱に連座して党錮数年を受けた。褚淵が呉興郡太守となると、霊鞠は沈勃とともに郡の才士として推挙された。明帝は霊鞠に『大駕南討紀論』を編纂させた。長らくして太尉参軍に任じられ、安北記室に転じ、扶風郡太守を兼ねた。尚書三公郎・建康県令となり、通直郎に転じ、中書郎を兼ねた。
昇明年間、正員郎に転じ、呉興郡中正を兼ねた。蕭道成が禅譲の準備のために霊鞠に詔策を参掌させた。建元元年（479年）、斉が建国されると、霊鞠は正式に中書郎となり、東宮の手筆を領知した。まもなく掌知国史をつとめた。建元2年（480年）、鎮南長史・尋陽相として出向し、尚書左丞に転じた。建元4年（482年）、武帝が即位すると、霊鞠は通直散騎常侍の位を受けた。まもなく東観祭酒を兼ねた。霊鞠は祭酒の官にあることを喜んで、死ぬまで祭酒でありたいと望んだ。
永明2年（484年）、驍騎将軍の号を受けた。霊鞠は武官の位を喜ばず、故郷に帰って墓守りになりたいと放言した。正員常侍の位に転じた。長沙王蕭晃の下で車騎長史となり、太中大夫の位に転じた。まもなく死去した。著作に『江左文章録序』があった。また『文集』が当時に通行した。
子に丘遅があった。

## 伝記資料
- 『南斉書』巻52 列伝第33
- 『南史』巻72 列伝第62